# Trichoferus ivoi
Trichoferus ivoi är en skalbaggsart som beskrevs av Kadlec 2005. Trichoferus ivoi ingår i släktet Trichoferus och familjen långhorningar.
Artens utbredningsområde är Iran. Inga underarter finns listade i Catalogue of Life.